# 鄭露
鄭露（740年—818年），一名鄭褒，字恩叟，初名褒，又名灌三。唐代莆田人。
其先世自荥阳（今屬河南）入閩。郑辿的第三子。開元二十七年（740年）三月十五日辰時出生。乾元三年（760年）舉明經進士。貞元元年（785年）八月偕族弟鄭莊、鄭淑自永泰徙莆田，並創建湖山書院。後人尊稱為“南湖三先生”。